# Cluzobra fascipennis
Cluzobra fascipennis är en tvåvingeart som beskrevs av Edwards 1940. Cluzobra fascipennis ingår i släktet Cluzobra och familjen svampmyggor. Inga underarter finns listade i Catalogue of Life.